# Alpiner Skiweltcup 2010/11
Die Saison 2010/11 des von der FIS veranstalteten Alpinen Skiweltcups begann am 23. Oktober 2010 auf dem Rettenbachferner in Sölden und endete am 20. März 2011 anlässlich des Weltcup-Finales in Lenzerheide.
Bei den Herren waren 38 Rennen geplant (9 Abfahrten, 7 Super-G, 8 Riesenslaloms, 10 Slaloms, 3 Super-Kombinationen, 1 Parallelslalom); hinzu kam eine klassische Kombinationswertung. Bei den Damen sollten 38 Rennen ausgetragen werden (9 Abfahrten, 7 Super-G, 8 Riesenslaloms, 10 Slaloms, 3 Super-Kombinationen, 1 Parallelslalom). Aufgrund der Wetterverhältnisse konnten bei den Herren drei Rennen nicht durchgeführt werden, bei den Damen sechs.
Der Gesamtweltcup der Damen wurde am letzten Rennwochenende in Lenzerheide mit dem knappsten jemals erreichten Vorsprung überhaupt entschieden. Durch die Absage des letzten Riesenslaloms der Saison konnte Maria Höfl-Riesch ihren im Slalom am Tag zuvor herausgefahrenen Vorsprung von nur drei Punkten vor Lindsey Vonn retten, die 99,83 % der Weltcuppunkte der Gesamtsiegerin erreichte.
Wie in den Vorjahren fand am Saisonende ein Mannschaftswettbewerb statt. Erstmals war auch beim Weltcupauftakt in Sölden ein Team-Wettbewerb geplant, der aber wieder aus dem Programm genommen wurde. Die Parallelslaloms wurden unter der Bezeichnung City Event am 2. Januar 2011 im Münchner Olympiapark ausgetragen. Das Ergebnis zählte für den Gesamtweltcup, jedoch nicht für eine Disziplinenwertung.
Höhepunkt der Saison waren die Alpinen Skiweltmeisterschaften vom 7. bis 20. Februar 2011 in Garmisch-Partenkirchen, deren Ergebnisse jedoch nicht für den Weltcup zählten.

## Weltcupwertungen

### Gesamt
| Rang | Name                  | Punkte |
| ---- | --------------------- | ------ |
| 01.  | Ivica Kostelić        | 1356   |
| 02.  | Didier Cuche          | 0956   |
| 03.  | Carlo Janka           | 0793   |
| 04.  | Aksel Lund Svindal    | 0789   |
| 05.  | Michael Walchhofer    | 0727   |
| 06.  | Silvan Zurbriggen     | 0723   |
| 07.  | Romed Baumann         | 0703   |
| 08.  | Christof Innerhofer   | 0644   |
| 09.  | Ted Ligety            | 0610   |
| 10.  | Klaus Kröll           | 0579   |
| 11.  | Benjamin Raich        | 0547   |
| 12.  | Adrien Théaux         | 0512   |
| 13.  | Kjetil Jansrud        | 0495   |
| 14.  | Bode Miller           | 0471   |
| 15.  | Marcel Hirscher       | 0469   |
| 16.  | Jean-Baptiste Grange  | 0454   |
| 17.  | Felix Neureuther      | 0440   |
| 18.  | André Myhrer          | 0423   |
| 19.  | Manfred Mölgg         | 0419   |
| 20.  | Mario Matt            | 0407   |
| 21.  | Peter Fill            | 0368   |
| 22.  | Beat Feuz             | 0363   |
| 23.  | Hannes Reichelt       | 0362   |
| 24.  | Georg Streitberger    | 0329   |
| 25.  | Steve Missillier      | 0328   |
| 26.  | Ondřej Bank           | 0303   |
| 26.  | Erik Guay             | 0303   |
| 26.  | Cyprien Richard       | 0303   |
| 29.  | Joachim Puchner       | 0283   |
| 30.  | Reinfried Herbst      | 0278   |
| 31.  | Mario Scheiber        | 0267   |
| 32.  | Mattias Hargin        | 0265   |
| 33.  | Patrick Küng          | 0262   |
| 34.  | Werner Heel           | 0256   |
| 35.  | Giuliano Razzoli      | 0248   |
| 36.  | Cristian Deville      | 0246   |
| 37.  | Thomas Fanara         | 0233   |
| 38.  | Andrej Šporn          | 0232   |
| 39.  | Michael Janyk         | 0217   |
| 40.  | Axel Bäck             | 0212   |
| 41.  | Philipp Schörghofer   | 0206   |
| 42.  | Tobias Grünenfelder   | 0196   |
| 43.  | Yannick Bertrand      | 0190   |
| 44.  | Andrej Jerman         | 0178   |
| 45.  | Jens Byggmark         | 0173   |
| 46.  | Dominik Paris         | 0171   |
| 47.  | Nolan Kasper          | 0164   |
| 48.  | Markus Larsson        | 0162   |
| 49.  | Marc Gini             | 0160   |
| 49.  | Manfred Pranger       | 0160   |
| 51.  | Stephan Keppler       | 0153   |
| 52.  | Massimiliano Blardone | 0151   |
| 52.  | Alexis Pinturault     | 0151   |

| Rang | Name                          | Punkte |
| ---- | ----------------------------- | ------ |
| 54.  | Johan Clarey                  | 150    |
| 55.  | Gauthier de Tessières         | 145    |
| 56.  | Julien Lizeroux               | 142    |
| 57.  | Hans Olsson                   | 140    |
| 58.  | Manuel Osborne-Paradis        | 126    |
| 59.  | Marc Berthod                  | 125    |
| 59.  | Thomas Mermillod Blondin      | 125    |
| 61.  | Mitja Valenčič                | 123    |
| 61.  | Matts Olsson                  | 123    |
| 61.  | Matteo Marsaglia              | 123    |
| 61.  | Julien Cousineau              | 123    |
| 65.  | Sandro Viletta                | 122    |
| 66.  | Patrik Järbyn                 | 117    |
| 67.  | Fritz Dopfer                  | 111    |
| 68.  | Stephan Görgl                 | 110    |
| 68.  | Natko Zrnčić-Dim              | 110    |
| 70.  | Davide Simoncelli             | 107    |
| 71.  | Guillermo Fayed               | 101    |
| 72.  | Jan Hudec                     | 100    |
| 73.  | Ambrosi Hoffmann              | 099    |
| 74.  | Markus Vogel                  | 096    |
| 75.  | Marc Gisin                    | 090    |
| 76.  | Robbie Dixon                  | 079    |
| 77.  | Björn Sieber                  | 073    |
| 78.  | Maxime Tissot                 | 071    |
| 79.  | Thomas Frey                   | 070    |
| 80.  | Lars Elton Myhre              | 069    |
| 81.  | Justin Murisier               | 068    |
| 82.  | Brad Spence                   | 067    |
| 83.  | Trevor White                  | 063    |
| 83.  | Reto Schmidiger               | 063    |
| 85.  | Leif Kristian Nestvold-Haugen | 062    |
| 86.  | Steven Nyman                  | 060    |
| 87.  | Alexander Ploner              | 058    |
| 88.  | Hans Grugger                  | 057    |
| 88.  | Andreas Romar                 | 057    |
| 90.  | Truls Ove Karlsen             | 056    |
| 91.  | Tim Jitloff                   | 054    |
| 91.  | Marcus Sandell                | 054    |
| 93.  | Naoki Yuasa                   | 049    |
| 93.  | Filip Trejbal                 | 049    |
| 95.  | Christoph Dreier              | 046    |
| 96.  | Stefano Gross                 | 042    |
| 97.  | Paolo Pangrazzi               | 041    |
| 98.  | Urs Imboden                   | 040    |
| 99.  | Matic Skube                   | 038    |
| 100. | Tommy Ford                    | 037    |
| 101. | Kalle Palander                | 035    |
| 101. | Benjamin Thomsen              | 035    |
| 103. | Anton Lahdenperä              | 033    |
| 104. | Ryan Semple                   | 032    |
| 104. | David Chodounsky              | 032    |
| 106. | Travis Ganong                 | 028    |

| Rang | Name                   | Punkte |
| ---- | ---------------------- | ------ |
| 107. | Giovanni Borsotti      | 25     |
| 108. | Siegmar Klotz          | 24     |
| 109. | Michael Gufler         | 23     |
| 110. | Gašper Markič          | 22     |
| 111. | Patrick Staudacher     | 21     |
| 111. | Cornel Züger           | 21     |
| 113. | Louis-Pierre Hélie     | 20     |
| 113. | Florian Eisath         | 20     |
| 115. | Wolfgang Hörl          | 19     |
| 115. | Marc Digruber          | 19     |
| 117. | Tobias Stechert        | 18     |
| 117. | Patrick Biggs          | 18     |
| 117. | Hagen Patscheider      | 18     |
| 120. | Akira Sasaki           | 17     |
| 121. | Will Brandenburg       | 16     |
| 121. | Boštjan Kline          | 16     |
| 123. | Vitus Lüönd            | 15     |
| 123. | Patrick Thaler         | 15     |
| 123. | Alexander Choroschilow | 15     |
| 126. | Stefan Thanei          | 14     |
| 126. | Patrick Bechter        | 14     |
| 126. | Mathieu Faivre         | 14     |
| 126. | Jean-Philippe Roy      | 14     |
| 130. | Aleš Gorza             | 13     |
| 131. | Warner Nickerson       | 12     |
| 131. | Paul Stutz             | 12     |
| 131. | Miha Kürner            | 12     |
| 131. | Max Franz              | 12     |
| 131. | François Bourque       | 12     |
| 131. | Daniel Albrecht        | 12     |
| 137. | Philipp Schmid         | 11     |
| 138. | Georgi Georgiew        | 10     |
| 138. | Erik Fisher            | 10     |
| 138. | David Poisson          | 10     |
| 141. | Tin Široki             | 08     |
| 141. | Rok Perko              | 08     |
| 141. | Matthias Mayer         | 08     |
| 141. | Kryštof Krýzl          | 08     |
| 141. | Christoph Nösig        | 08     |
| 146. | Dalibor Šamšal         | 07     |
| 146. | Anthony Obert          | 07     |
| 148. | Andreas Strodl         | 06     |
| 149. | Iver Bjerkestrand      | 05     |
| 149. | Edward Drake           | 05     |
| 149. | Andrej Križaj          | 05     |
| 152. | Maciej Bydliński       | 04     |
| 152. | Andreas Sander         | 04     |
| 154. | Dustin Cook            | 03     |
| 155. | Mattia Casse           | 02     |
| 155. | Martin Vráblík         | 02     |
| 155. | Markus Nilsen          | 02     |
| 158. | Marco Sullivan         | 01     |
| 158. | Frederic Berthold      | 01     |

| Rang | Name                  | Punkte |
| ---- | --------------------- | ------ |
| 01.  | Maria Riesch          | 1728   |
| 02.  | Lindsey Vonn          | 1725   |
| 03.  | Tina Maze             | 1139   |
| 4    | Elisabeth Görgl       | 0992   |
| 5    | Julia Mancuso         | 0976   |
| 6    | Marlies Schild        | 0756   |
| 7    | Tanja Poutiainen      | 0751   |
| 8    | Anja Pärson           | 0656   |
| 8    | Viktoria Rebensburg   | 0656   |
| 10   | Lara Gut              | 0589   |
| 11   | Maria Pietilä Holmner | 0565   |
| 12   | Anna Fenninger        | 0555   |
| 13   | Kathrin Zettel        | 0499   |
| 14   | Andrea Fischbacher    | 0483   |
| 15   | Nicole Hosp           | 0454   |
| 16   | Tessa Worley          | 0453   |
| 17   | Dominique Gisin       | 0434   |
| 18   | Fabienne Suter        | 0384   |
| 19   | Veronika Zuzulová     | 0370   |
| 20   | Daniela Merighetti    | 0327   |
| 21   | Michaela Kirchgasser  | 0326   |
| 22   | Manuela Mölgg         | 0309   |
| 23   | Johanna Schnarf       | 0303   |
| 24   | Nastasia Noens        | 0277   |
| 25   | Kathrin Hölzl         | 0260   |
| 26   | Federica Brignone     | 0232   |
| 27   | Nadja Kamer           | 0229   |
| 28   | Elena Fanchini        | 0228   |
| 29   | Marie-Michèle Gagnon  | 0225   |
| 30   | Leanne Smith          | 0213   |
| 31   | Marie Marchand-Arvier | 0207   |
| 32   | Marion Rolland        | 0201   |
| 33   | Ingrid Jacquemod      | 0190   |
| 34   | Anémone Marmottan     | 0186   |
| 35   | Šárka Záhrobská       | 0178   |
| 36   | Britt Janyk           | 0177   |
| 37   | Therese Borssén       | 0165   |
| 38   | Regina Mader          | 0164   |
| 39   | Laurenne Ross         | 0162   |
| 40   | Susanne Riesch        | 0161   |

| Rang | Name                    | Punkte |
| ---- | ----------------------- | ------ |
| 41   | Margret Altacher        | 154    |
| 42   | Marianne Abderhalden    | 151    |
| 43   | Stacey Cook             | 144    |
| 44   | Frida Hansdotter        | 142    |
| 45   | Katharina Dürr          | 138    |
| 46   | Jessica Lindell-Vikarby | 129    |
| 47   | Fränzi Aufdenblatten    | 127    |
| 48   | Christina Geiger        | 125    |
| 49   | Irene Curtoni           | 116    |
| 50   | Elena Curtoni           | 114    |
| 50   | Sarah Schleper          | 114    |
| 52   | Carolina Ruiz Castillo  | 111    |
| 53   | Fanny Chmelar           | 110    |
| 54   | Denise Karbon           | 109    |
| 55   | Maruša Ferk             | 103    |
| 56   | Nicole Gius             | 098    |
| 57   | Denise Feierabend       | 096    |
| 58   | Sandrine Aubert         | 093    |
| 58   | Bernadette Schild       | 093    |
| 60   | Taïna Barioz            | 085    |
| 60   | Gina Stechert           | 085    |
| 62   | Lotte Smiseth Sejersted | 077    |
| 62   | Verena Stuffer          | 077    |
| 64   | Aurélie Revillet        | 075    |
| 65   | Lena Dürr               | 073    |
| 66   | Ana Jelušić             | 068    |
| 67   | Anne-Sophie Barthet     | 064    |
| 68   | Margot Bailet           | 062    |
| 68   | Nina Perner             | 062    |
| 70   | Giulia Gianesini        | 060    |
| 70   | Stefanie Köhle          | 060    |
| 70   | Francesca Marsaglia     | 060    |
| 73   | Martina Schild          | 059    |
| 74   | Marina Nigg             | 055    |
| 75   | Andrea Dettling         | 053    |
| 76   | Marion Pellissier       | 051    |
| 77   | Alice McKennis          | 050    |
| 78   | Kajsa Kling             | 049    |
| 78   | Marie-Pier Préfontaine  | 049    |

| Rang | Name                 | Punkte |
| ---- | -------------------- | ------ |
| 80   | Stefanie Moser       | 048    |
| 81   | Wendy Holdener       | 043    |
| 82   | Emelie Wikström      | 042    |
| 83   | Marion Bertrand      | 041    |
| 83   | Nicole Schmidhofer   | 041    |
| 85   | Sara Hector          | 038    |
| 086  | Camilla Borsotti     | 36     |
| 087  | Veronika Staber      | 32     |
| 087  | Christina Staudinger | 32     |
| 089  | Erin Mielzynski      | 31     |
| 090  | Resi Stiegler        | 30     |
| 091  | Anna Goodman         | 26     |
| 092  | Sanni Leinonen       | 23     |
| 093  | Alexandra Daum       | 22     |
| 093  | Chelsea Marshall     | 22     |
| 093  | Barbara Wirth        | 22     |
| 096  | Mariella Voglreiter  | 21     |
| 097  | Eva-Maria Brem       | 20     |
| 097  | Lucia Recchia        | 20     |
| 097  | Ève Routhier         | 20     |
| 097  | Isabelle Stiepel     | 20     |
| 101  | Jessica Pünchera     | 16     |
| 102  | Anna Hofer           | 15     |
| 103  | Célina Hangl         | 14     |
| 104  | Rabea Grand          | 12     |
| 105  | Chiara Costazza      | 10     |
| 106  | Ana Drev             | 09     |
| 107  | Sabrina Fanchini     | 08     |
| 107  | Marine Gauthier      | 08     |
| 107  | Monica Hübner        | 08     |
| 110  | Nathalie Eklund      | 07     |
| 110  | Lucia Mazzotti       | 07     |
| 112  | Sofija Novoselić     | 06     |
| 113  | Kathrin Fuhrer       | 05     |
| 113  | Anna Swenn-Larsson   | 05     |
| 115  | Chemmy Alcott        | 04     |
| 116  | Camilla Alfieri      | 03     |
| 116  | Kateřina Pauláthová  | 03     |
| 118  | Alexandra Coletti    | 01     |

### Abfahrt
| Rang | Athlet              | Punkte |
| ---- | ------------------- | ------ |
| 1    | Didier Cuche        | 510    |
| 2    | Michael Walchhofer  | 498    |
| 3    | Klaus Kröll         | 411    |
| 4    | Silvan Zurbriggen   | 305    |
| 5    | Romed Baumann       | 269    |
| 6    | Adrien Théaux       | 265    |
| 7    | Beat Feuz           | 254    |
| 8    | Christof Innerhofer | 242    |
| 9    | Carlo Janka         | 226    |
| 10   | Aksel Lund Svindal  | 220    |
| 11   | Patrick Küng        | 210    |
| 12   | Bode Miller         | 190    |
| 13   | Andrej Šporn        | 180    |
| 14   | Erik Guay           | 178    |
| 15   | Joachim Puchner     | 173    |
| 16   | Mario Scheiber      | 159    |
| 17   | Peter Fill          | 157    |
| 18   | Andrej Jerman       | 156    |
| 19   | Johan Clarey        | 142    |
| 20   | Yannick Bertrand    | 139    |
| 21   | Dominik Paris       | 126    |
| 22   | Werner Heel         | 118    |
| 23   | Georg Streitberger  | 102    |
| 24   | Guillermo Fayed     | 097    |
| 25   | Ivica Kostelić      | 090    |

| Rang | Athletin              | Punkte |
| ---- | --------------------- | ------ |
| 1    | Lindsey Vonn          | 650    |
| 2    | Maria Riesch          | 457    |
| 3    | Julia Mancuso         | 367    |
| 4    | Elisabeth Görgl       | 333    |
| 5    | Anja Pärson           | 295    |
| 6    | Anna Fenninger        | 268    |
| 7    | Lara Gut              | 263    |
| 8    | Tina Maze             | 261    |
| 9    | Dominique Gisin       | 180    |
| 10   | Daniela Merighetti    | 179    |
| 11   | Andrea Fischbacher    | 175    |
| 12   | Elena Fanchini        | 165    |
| 13   | Nadja Kamer           | 157    |
| 14   | Ingrid Jacquemod      | 148    |
| 15   | Fabienne Suter        | 143    |
| 16   | Marion Rolland        | 135    |
| 17   | Marianne Abderhalden  | 118    |
| 18   | Marie Marchand-Arvier | 113    |
| 19   | Stacey Cook           | 107    |
| 20   | Johanna Schnarf       | 102    |
| 21   | Britt Janyk           | 097    |
| 22   | Leanne Smith          | 082    |
| 23   | Viktoria Rebensburg   | 078    |
| 24   | Aurélie Revillet      | 075    |
| 25   | Gina Stechert         | 067    |

### Super-G
| Rang | Athlet              | Punkte |
| ---- | ------------------- | ------ |
| 1    | Didier Cuche        | 291    |
| 2    | Georg Streitberger  | 227    |
| 3    | Ivica Kostelić      | 223    |
| 4    | Michael Walchhofer  | 214    |
| 5    | Hannes Reichelt     | 207    |
| 6    | Carlo Janka         | 205    |
| 7    | Romed Baumann       | 197    |
| 8    | Benjamin Raich      | 184    |
| 9    | Christof Innerhofer | 183    |
| 10   | Adrien Théaux       | 175    |
| 10   | Tobias Grünenfelder | 175    |
| 12   | Klaus Kröll         | 168    |
| 13   | Erik Guay           | 125    |
| 14   | Bode Miller         | 123    |
| 14   | Werner Heel         | 123    |
| 16   | Aksel Lund Svindal  | 113    |
| 17   | Silvan Zurbriggen   | 109    |
| 18   | Mario Scheiber      | 108    |
| 19   | Peter Fill          | 100    |
| 20   | Stephan Keppler     | 096    |
| 21   | Joachim Puchner     | 081    |
| 22   | Stephan Görgl       | 071    |
| 23   | Patrik Järbyn       | 066    |
| 24   | Patrick Küng        | 052    |
| 24   | Andrej Šporn        | 052    |

| Rang | Athletin                | Punkte |
| ---- | ----------------------- | ------ |
| 1    | Lindsey Vonn            | 560    |
| 2    | Maria Riesch            | 389    |
| 3    | Julia Mancuso           | 315    |
| 4    | Lara Gut                | 272    |
| 5    | Anja Pärson             | 182    |
| 6    | Dominique Gisin         | 177    |
| 7    | Anna Fenninger          | 142    |
| 8    | Nicole Hosp             | 141    |
| 9    | Elisabeth Görgl         | 137    |
| 10   | Viktoria Rebensburg     | 128    |
| 11   | Johanna Schnarf         | 126    |
| 12   | Fabienne Suter          | 120    |
| 13   | Andrea Fischbacher      | 111    |
| 14   | Regina Mader            | 097    |
| 15   | Leanne Smith            | 095    |
| 16   | Laurenne Ross           | 092    |
| 17   | Jessica Lindell-Vikarby | 091    |
| 18   | Tina Maze               | 083    |
| 18   | Marie Marchand-Arvier   | 083    |
| 20   | Britt Janyk             | 080    |
| 21   | Margret Altacher        | 075    |
| 22   | Carolina Ruiz Castillo  | 074    |
| 23   | Elena Curtoni           | 068    |
| 24   | Marion Rolland          | 066    |
| 25   | Elena Fanchini          | 063    |

### Riesenslalom
| Rang | Athlet                | Punkte |
| ---- | --------------------- | ------ |
| 1    | Ted Ligety            | 383    |
| 2    | Aksel Lund Svindal    | 306    |
| 3    | Cyprien Richard       | 303    |
| 4    | Kjetil Jansrud        | 240    |
| 5    | Carlo Janka           | 235    |
| 6    | Thomas Fanara         | 233    |
| 7    | Philipp Schörghofer   | 173    |
| 8    | Massimiliano Blardone | 151    |
| 9    | Didier Cuche          | 140    |
| 10   | Marcel Hirscher       | 128    |
| 11   | Ivica Kostelić        | 120    |
| 12   | Hannes Reichelt       | 115    |
| 13   | Matts Olsson          | 114    |
| 14   | Ondřej Bank           | 112    |
| 15   | Gauthier de Tessières | 108    |
| 16   | Davide Simoncelli     | 107    |
| 17   | Romed Baumann         | 101    |
| 18   | Marc Berthod          | 100    |
| 19   | Benjamin Raich        | 099    |
| 20   | Manfred Mölgg         | 092    |
| 21   | Steve Missillier      | 089    |
| 22   | Alexis Pinturault     | 087    |
| 23   | Sandro Viletta        | 071    |
| 24   | Bode Miller           | 058    |
| 24   | Alexander Ploner      | 058    |

| Rang | Athletin              | Punkte |
| ---- | --------------------- | ------ |
| 1    | Viktoria Rebensburg   | 435    |
| 2    | Tessa Worley          | 358    |
| 3    | Tanja Poutiainen      | 240    |
| 4    | Elisabeth Görgl       | 236    |
| 5    | Federica Brignone     | 212    |
| 6    | Tina Maze             | 208    |
| 7    | Kathrin Hölzl         | 200    |
| 8    | Maria Riesch          | 192    |
| 9    | Julia Mancuso         | 181    |
| 10   | Kathrin Zettel        | 172    |
| 11   | Anémone Marmottan     | 166    |
| 12   | Lindsey Vonn          | 158    |
| 13   | Andrea Fischbacher    | 134    |
| 14   | Manuela Mölgg         | 127    |
| 15   | Denise Karbon         | 109    |
| 16   | Marie-Michèle Gagnon  | 087    |
| 17   | Marlies Schild        | 076    |
| 17   | Michaela Kirchgasser  | 076    |
| 19   | Maria Pietilä Holmner | 072    |
| 19   | Taïna Barioz          | 072    |
| 21   | Giulia Gianesini      | 060    |
| 22   | Sarah Schleper        | 058    |
| 23   | Stefanie Köhle        | 057    |
| 24   | Lena Dürr             | 055    |
| 25   | Anja Pärson           | 052    |

### Slalom
| Rang | Athlet               | Punkte |
| ---- | -------------------- | ------ |
| 1    | Ivica Kostelić       | 478    |
| 2    | Jean-Baptiste Grange | 442    |
| 3    | André Myhrer         | 423    |
| 4    | Mario Matt           | 407    |
| 5    | Marcel Hirscher      | 326    |
| 6    | Manfred Mölgg        | 298    |
| 7    | Mattias Hargin       | 265    |
| 8    | Felix Neureuther     | 258    |
| 9    | Reinfried Herbst     | 248    |
| 9    | Giuliano Razzoli     | 248    |
| 11   | Cristian Deville     | 246    |
| 12   | Steve Missillier     | 239    |
| 13   | Michael Janyk        | 217    |
| 14   | Axel Bäck            | 212    |
| 15   | Benjamin Raich       | 180    |
| 16   | Jens Byggmark        | 173    |
| 17   | Nolan Kasper         | 164    |
| 18   | Silvan Zurbriggen    | 160    |
| 18   | Marc Gini            | 160    |
| 18   | Manfred Pranger      | 160    |
| 21   | Markus Larsson       | 141    |
| 22   | Julien Cousineau     | 123    |
| 22   | Mitja Valenčič       | 123    |
| 24   | Ted Ligety           | 101    |
| 25   | Markus Vogel         | 096    |

| Rang | Athletin              | Punkte |
| ---- | --------------------- | ------ |
| 1    | Marlies Schild        | 680    |
| 2    | Tanja Poutiainen      | 511    |
| 3    | Maria Riesch          | 470    |
| 4    | Maria Pietilä Holmner | 382    |
| 5    | Veronika Zuzulová     | 362    |
| 6    | Kathrin Zettel        | 327    |
| 7    | Tina Maze             | 295    |
| 8    | Nastasia Noens        | 277    |
| 9    | Manuela Mölgg         | 182    |
| 10   | Šárka Záhrobská       | 178    |
| 11   | Therese Borssén       | 165    |
| 12   | Nicole Hosp           | 160    |
| 13   | Susanne Riesch        | 146    |
| 14   | Frida Hansdotter      | 142    |
| 15   | Katharina Dürr        | 138    |
| 16   | Michaela Kirchgasser  | 126    |
| 17   | Christina Geiger      | 125    |
| 18   | Fanny Chmelar         | 110    |
| 19   | Lindsey Vonn          | 107    |
| 20   | Bernadette Schild     | 093    |
| 21   | Sandrine Aubert       | 086    |
| 22   | Marie-Michèle Gagnon  | 085    |
| 23   | Nicole Gius           | 082    |
| 24   | Denise Feierabend     | 074    |
| 25   | Ana Jelušić           | 068    |

### Kombination
| Rang | Athlet                   | Punkte |
| ---- | ------------------------ | ------ |
| 1    | Ivica Kostelić           | 345    |
| 2    | Christof Innerhofer      | 219    |
| 3    | Kjetil Jansrud           | 145    |
| 4    | Silvan Zurbriggen        | 143    |
| 5    | Aksel Lund Svindal       | 120    |
| 6    | Carlo Janka              | 112    |
| 7    | Romed Baumann            | 106    |
| 7    | Ondřej Bank              | 106    |
| 9    | Peter Fill               | 096    |
| 9    | Natko Zrnčić-Dim         | 096    |
| 11   | Felix Neureuther         | 080    |
| 11   | Thomas Mermillod Blondin | 080    |
| 13   | Ted Ligety               | 079    |
| 14   | Beat Feuz                | 076    |
| 15   | Adrien Théaux            | 072    |
| 16   | Matteo Marsaglia         | 063    |
| 16   | Björn Sieber             | 063    |
| 18   | Benjamin Raich           | 045    |
| 19   | Hans Olsson              | 044    |
| 20   | Dominik Paris            | 041    |
| 20   | Paolo Pangrazzi          | 041    |
| 22   | Bode Miller              | 040    |
| 23   | Tim Jitloff              | 039    |
| 24   | Philipp Schörghofer      | 033    |
| 24   | Lars Elton Myhre         | 033    |

| Rang | Athletin                | Punkte |
| ---- | ----------------------- | ------ |
| 1    | Lindsey Vonn            | 220    |
| 2    | Tina Maze               | 212    |
| 3    | Maria Riesch            | 205    |
| 4    | Elisabeth Görgl         | 185    |
| 5    | Nicole Hosp             | 112    |
| 6    | Michaela Kirchgasser    | 100    |
| 6    | Anja Pärson             | 100    |
| 8    | Julia Mancuso           | 088    |
| 9    | Anna Fenninger          | 081    |
| 10   | Johanna Schnarf         | 075    |
| 11   | Dominique Gisin         | 062    |
| 12   | Daniela Merighetti      | 058    |
| 13   | Fabienne Suter          | 051    |
| 14   | Marion Pellissier       | 050    |
| 15   | Andrea Fischbacher      | 048    |
| 15   | Marie-Michèle Gagnon    | 048    |
| 17   | Margret Altacher        | 044    |
| 18   | Maruša Ferk             | 041    |
| 19   | Camilla Borsotti        | 036    |
| 19   | Leanne Smith            | 036    |
| 21   | Elena Curtoni           | 034    |
| 22   | Laurenne Ross           | 027    |
| 23   | Denise Feierabend       | 022    |
| 23   | Lotte Smiseth Sejersted | 022    |
| 25   | Isabelle Stiepel        | 020    |

## Podestplatzierungen Herren

### Abfahrt
| Datum      | Ort                | 1. Platz                                                              | 2. Platz                                                              | 3. Platz                                                              |
| ---------- | ------------------ | --------------------------------------------------------------------- | --------------------------------------------------------------------- | --------------------------------------------------------------------- |
| 27.11.2010 | Lake Louise (CAN)  | Michael Walchhofer                                                    | Mario Scheiber Aksel Lund Svindal                                     |                                                                       |
| 03.12.2010 | Beaver Creek (USA) | Wegen starken Windes abgesagt, Ersatzrennen am 11. März in Kvitfjell. | Wegen starken Windes abgesagt, Ersatzrennen am 11. März in Kvitfjell. | Wegen starken Windes abgesagt, Ersatzrennen am 11. März in Kvitfjell. |
| 18.12.2010 | Gröden (ITA)       | Silvan Zurbriggen                                                     | Romed Baumann                                                         | Didier Cuche                                                          |
| 29.12.2010 | Bormio (ITA)       | Michael Walchhofer                                                    | Silvan Zurbriggen                                                     | Christof Innerhofer                                                   |
| 15.01.2011 | Wengen (SUI)       | Klaus Kröll                                                           | Didier Cuche                                                          | Carlo Janka                                                           |
| 22.01.2011 | Kitzbühel (AUT)    | Didier Cuche                                                          | Bode Miller                                                           | Adrien Théaux                                                         |
| 29.01.2011 | Chamonix (FRA)     | Didier Cuche                                                          | Dominik Paris                                                         | Klaus Kröll                                                           |
| 11.03.2011 | Kvitfjell (NOR)    | Beat Feuz                                                             | Erik Guay                                                             | Michael Walchhofer                                                    |
| 12.03.2011 | Kvitfjell (NOR)    | Michael Walchhofer                                                    | Klaus Kröll                                                           | Beat Feuz                                                             |
| 16.03.2011 | Lenzerheide (SUI)  | Adrien Théaux                                                         | Joachim Puchner                                                       | Aksel Lund Svindal                                                    |

### Super-G
| Datum      | Ort                | 1. Platz                                | 2. Platz                                | 3. Platz                                |
| ---------- | ------------------ | --------------------------------------- | --------------------------------------- | --------------------------------------- |
| 28.11.2010 | Lake Louise (CAN)  | Tobias Grünenfelder                     | Carlo Janka                             | Romed Baumann                           |
| 04.12.2010 | Beaver Creek (USA) | Georg Streitberger                      | Adrien Théaux                           | Didier Cuche                            |
| 17.12.2010 | Gröden (ITA)       | Michael Walchhofer                      | Stephan Keppler                         | Erik Guay                               |
| 21.01.2011 | Kitzbühel (AUT)    | Ivica Kostelić                          | Georg Streitberger                      | Aksel Lund Svindal                      |
| 05.02.2011 | Hinterstoder (AUT) | Hannes Reichelt                         | Benjamin Raich                          | Bode Miller                             |
| 13.03.2011 | Kvitfjell (NOR)    | Didier Cuche                            | Klaus Kröll                             | Joachim Puchner                         |
| 17.03.2011 | Lenzerheide (SUI)  | Wegen Regenfällen ersatzlos gestrichen. | Wegen Regenfällen ersatzlos gestrichen. | Wegen Regenfällen ersatzlos gestrichen. |

### Riesenslalom
| Datum      | Ort                 | 1. Platz | 2. Platz | 3. Platz |
| ---------- | ------------------- | --- | --- | --- |
| 24.10.2010 | Sölden (AUT)        | Wegen dichten Nebels konnte der mehrmals verschobene zweite Lauf nicht durchgeführt werden. Das Rennen wurde nicht gewertet und nicht nachgeholt. | Wegen dichten Nebels konnte der mehrmals verschobene zweite Lauf nicht durchgeführt werden. Das Rennen wurde nicht gewertet und nicht nachgeholt. | Wegen dichten Nebels konnte der mehrmals verschobene zweite Lauf nicht durchgeführt werden. Das Rennen wurde nicht gewertet und nicht nachgeholt. |
| 05.12.2010 | Beaver Creek (USA)  | Ted Ligety | Kjetil Jansrud | Marcel Hirscher |
| 11.12.2010 | Val-d’Isère (FRA)   | Ted Ligety | Aksel Lund Svindal | Massimiliano Blardone |
| 19.12.2010 | Alta Badia (ITA)    | Ted Ligety | Cyprien Richard | Thomas Fanara |
| 08.01.2011 | Adelboden (SUI)     | Cyprien Richard Aksel Lund Svindal | | Thomas Fanara |
| 06.02.2011 | Hinterstoder (AUT)  | Philipp Schörghofer | Kjetil Jansrud | Carlo Janka |
| 05.03.2011 | Kranjska Gora (SLO) | Carlo Janka | Alexis Pinturault | Ted Ligety |
| 18.03.2011 | Lenzerheide (SUI)   | Wegen starker Schneefälle ersatzlos gestrichen.                                                                                                   | Wegen starker Schneefälle ersatzlos gestrichen.                                                                                                   | Wegen starker Schneefälle ersatzlos gestrichen.                                                                                                   |

### Slalom
| Datum      | Ort                 | 1. Platz             | 2. Platz               | 3. Platz             |
| ---------- | ------------------- | -------------------- | ---------------------- | -------------------- |
| 14.11.2010 | Levi (FIN)          | Jean-Baptiste Grange | André Myhrer           | Ivica Kostelić       |
| 12.12.2010 | Val-d’Isère (FRA)   | Marcel Hirscher      | Benjamin Raich         | Steve Missillier     |
| 06.01.2011 | Zagreb (CRO)        | André Myhrer         | Ivica Kostelić         | Mattias Hargin       |
| 09.01.2011 | Adelboden (SUI)     | Ivica Kostelić       | Marcel Hirscher        | Reinfried Herbst     |
| 16.01.2011 | Wengen (SUI)        | Ivica Kostelić       | Marcel Hirscher        | Jean-Baptiste Grange |
| 23.01.2011 | Kitzbühel (AUT)     | Jean-Baptiste Grange | Ivica Kostelić         | Giuliano Razzoli     |
| 25.01.2011 | Schladming (AUT)    | Jean-Baptiste Grange | André Myhrer           | Mattias Hargin       |
| 27.02.2011 | Bansko (BUL)        | Mario Matt           | Reinfried Herbst       | Jean-Baptiste Grange |
| 06.03.2011 | Kranjska Gora (SLO) | Mario Matt           | Axel Bäck Nolan Kasper |                      |
| 19.03.2011 | Lenzerheide (SUI)   | Giuliano Razzoli     | Mario Matt             | Felix Neureuther     |

### Super-Kombination
| Datum      | Ort            | 1. Platz            | 2. Platz         | 3. Platz                 |
| ---------- | -------------- | ------------------- | ---------------- | ------------------------ |
| 14.01.2011 | Wengen (SUI)   | Ivica Kostelić      | Carlo Janka      | Aksel Lund Svindal       |
| 30.01.2011 | Chamonix (FRA) | Ivica Kostelić      | Natko Zrnčić-Dim | Aksel Lund Svindal       |
| 26.02.2011 | Bansko (BUL)   | Christof Innerhofer | Felix Neureuther | Thomas Mermillod Blondin |

### Kombination
| Datum          | Ort             | 1. Platz       | 2. Platz          | 3. Platz      |
| -------------- | --------------- | -------------- | ----------------- | ------------- |
| 22./23.01.2011 | Kitzbühel (AUT) | Ivica Kostelić | Silvan Zurbriggen | Romed Baumann |

### City Event
Zählte nur für die Gesamtwertung.
| Datum      | Ort           | 1. Platz       | 2. Platz        | 3. Platz    |
| ---------- | ------------- | -------------- | --------------- | ----------- |
| 02.01.2011 | München (GER) | Ivica Kostelić | Julien Lizeroux | Bode Miller |

## Podestplatzierungen Damen

### Abfahrt
| Datum      | Ort                     | 1. Platz | 2. Platz | 3. Platz |
| ---------- | ----------------------- | --- | --- | --- |
| 03.12.2010 | Lake Louise (CAN)       | Maria Riesch | Lindsey Vonn | Elisabeth Görgl |
| 04.12.2010 | Lake Louise (CAN)       | Maria Riesch | Lindsey Vonn | Dominique Gisin |
| 18.12.2010 | Val-d’Isère (FRA)       | Lindsey Vonn | Nadja Kamer | Lara Gut |
| 08.01.2011 | Zauchensee (AUT)        | Lindsey Vonn | Anja Pärson | Anna Fenninger |
| 22.01.2011 | Cortina d’Ampezzo (ITA) | Maria Riesch | Julia Mancuso | Lindsey Vonn |
| 29.01.2011 | Sestriere (ITA)         | Nach mehreren Startverschiebungen wegen starken Nebels wurde das Rennen zunächst auf den folgenden Tag verlegt und schließlich wegen Schneefalls und Nebels abgesagt. | Nach mehreren Startverschiebungen wegen starken Nebels wurde das Rennen zunächst auf den folgenden Tag verlegt und schließlich wegen Schneefalls und Nebels abgesagt. | Nach mehreren Startverschiebungen wegen starken Nebels wurde das Rennen zunächst auf den folgenden Tag verlegt und schließlich wegen Schneefalls und Nebels abgesagt. |
| 26.02.2011 | Åre (SWE)               | Lindsey Vonn | Tina Maze | Maria Riesch |
| 05.03.2011 | Tarvis (ITA)            | Anja Pärson | Lindsey Vonn | Elisabeth Görgl |
| 16.03.2011 | Lenzerheide (SUI)       | Julia Mancuso | Lara Gut | Elisabeth Görgl |

### Super-G
| Datum      | Ort                     | 1. Platz | 2. Platz | 3. Platz |
| ---------- | ----------------------- | --- | --- | --- |
| 05.12.2010 | Lake Louise (CAN)       | Lindsey Vonn | Maria Riesch | Julia Mancuso                                                                                                   |
| 11.12.2010 | St. Moritz (SUI)        | Wegen starker Windböen nach sechs Läuferinnen abgebrochen. Ersatzrennen am 17. Dezember in Val-d’Isère.         | Wegen starker Windböen nach sechs Läuferinnen abgebrochen. Ersatzrennen am 17. Dezember in Val-d’Isère.         | Wegen starker Windböen nach sechs Läuferinnen abgebrochen. Ersatzrennen am 17. Dezember in Val-d’Isère.         |
| 17.12.2010 | Val-d’Isère (FRA)       | Wegen großer Neuschneemengen und starken Schneefalls abgesagt. Ersatzrennen am 21. Januar in Cortina d’Ampezzo. | Wegen großer Neuschneemengen und starken Schneefalls abgesagt. Ersatzrennen am 21. Januar in Cortina d’Ampezzo. | Wegen großer Neuschneemengen und starken Schneefalls abgesagt. Ersatzrennen am 21. Januar in Cortina d’Ampezzo. |
| 09.01.2011 | Zauchensee (AUT)        | Lara Gut | Lindsey Vonn | Dominique Gisin                                                                                                 |
| 21.01.2011 | Cortina d’Ampezzo (ITA) | Lindsey Vonn | Anja Pärson | Anna Fenninger                                                                                                  |
| 23.01.2011 | Cortina d’Ampezzo (ITA) | Lindsey Vonn | Maria Riesch | Lara Gut |
| 27.02.2011 | Åre (SWE)               | Maria Riesch | Lindsey Vonn | Julia Mancuso                                                                                                   |
| 06.03.2011 | Tarvis (ITA)            | Lindsey Vonn | Julia Mancuso                                                                                                   | Maria Riesch |
| 17.03.2011 | Lenzerheide (SUI)       | Wegen Regenfällen ersatzlos gestrichen.                                                                         | Wegen Regenfällen ersatzlos gestrichen.                                                                         | Wegen Regenfällen ersatzlos gestrichen.                                                                         |

### Riesenslalom
| Datum      | Ort                   | 1. Platz | 2. Platz | 3. Platz |
| ---------- | --------------------- | --- | --- | --- |
| 23.10.2010 | Sölden (AUT)          | Viktoria Rebensburg                                                                                                  | Kathrin Hölzl | Manuela Mölgg |
| 27.11.2010 | Aspen (USA)           | Tessa Worley | Viktoria Rebensburg                                                                                                  | Kathrin Hölzl |
| 12.12.2010 | St. Moritz (SUI)      | Tessa Worley | Tanja Poutiainen | Tina Maze |
| 28.12.2010 | Semmering (AUT)       | Tessa Worley | Maria Riesch | Kathrin Hölzl |
| 15.01.2011 | Maribor (SLO)         | Nach 25 Läuferinnen im ersten Durchgang abgebrochen, da die Piste aufgrund hoher Temperaturen stark aufgeweicht war. | Nach 25 Läuferinnen im ersten Durchgang abgebrochen, da die Piste aufgrund hoher Temperaturen stark aufgeweicht war. | Nach 25 Läuferinnen im ersten Durchgang abgebrochen, da die Piste aufgrund hoher Temperaturen stark aufgeweicht war. |
| 06.02.2011 | Zwiesel (GER)         | Viktoria Rebensburg                                                                                                  | Federica Brignone | Kathrin Zettel |
| 11.03.2011 | Špindlerův Mlýn (CZE) | Viktoria Rebensburg                                                                                                  | Denise Karbon | Lindsey Vonn |
| 19.03.2011 | Lenzerheide (SUI)     | Witterungsbedingt abgesagt.                                                                                          | Witterungsbedingt abgesagt.                                                                                          | Witterungsbedingt abgesagt.                                                                                          |

### Slalom
| Datum      | Ort                   | 1. Platz                                                                                   | 2. Platz                                                                                   | 3. Platz                                                                                   |
| ---------- | --------------------- | ------------------------------------------------------------------------------------------ | ------------------------------------------------------------------------------------------ | ------------------------------------------------------------------------------------------ |
| 13.11.2010 | Levi (FIN)            | Marlies Schild                                                                             | Maria Riesch                                                                               | Tanja Poutiainen                                                                           |
| 28.11.2010 | Aspen (USA)           | Maria Pietilä Holmner                                                                      | Maria Riesch                                                                               | Tanja Poutiainen                                                                           |
| 21.12.2010 | Courchevel (FRA)      | Marlies Schild                                                                             | Tanja Poutiainen                                                                           | Tina Maze                                                                                  |
| 29.12.2010 | Semmering (AUT)       | Marlies Schild                                                                             | Maria Riesch                                                                               | Christina Geiger                                                                           |
| 04.01.2011 | Zagreb (CRO)          | Marlies Schild                                                                             | Maria Riesch                                                                               | Manuela Mölgg                                                                              |
| 11.01.2011 | Flachau (AUT)         | Maria Riesch Tanja Poutiainen                                                              |                                                                                            | Nastasia Noens                                                                             |
| 16.01.2011 | Maribor (SLO)         | Das Rennen wurde abgesagt, da die Piste aufgrund hoher Temperaturen stark aufgeweicht war. | Das Rennen wurde abgesagt, da die Piste aufgrund hoher Temperaturen stark aufgeweicht war. | Das Rennen wurde abgesagt, da die Piste aufgrund hoher Temperaturen stark aufgeweicht war. |
| 04.02.2011 | Zwiesel (GER)         | Marlies Schild                                                                             | Veronika Zuzulová                                                                          | Tanja Poutiainen                                                                           |
| 12.03.2011 | Špindlerův Mlýn (CZE) | Marlies Schild                                                                             | Kathrin Zettel                                                                             | Tina Maze                                                                                  |
| 18.03.2011 | Lenzerheide (SUI)     | Tina Maze                                                                                  | Marlies Schild                                                                             | Veronika Zuzulová                                                                          |

### Super-Kombination
| Datum      | Ort               | 1. Platz | 2. Platz | 3. Platz |
| ---------- | ----------------- | --- | --- | --- |
| 19.12.2010 | Val-d’Isère (FRA) | Lindsey Vonn | Elisabeth Görgl | Nicole Hosp |
| 30.01.2011 | Sestriere (ITA)   | Wegen der Verschiebung der Abfahrt wurde auch die Super-Kombination zunächst auf den folgenden Tag verschoben und schließlich gemeinsam mit der Abfahrt abgesagt. Ersatzrennen am 4. März in Tarvis. | Wegen der Verschiebung der Abfahrt wurde auch die Super-Kombination zunächst auf den folgenden Tag verschoben und schließlich gemeinsam mit der Abfahrt abgesagt. Ersatzrennen am 4. März in Tarvis. | Wegen der Verschiebung der Abfahrt wurde auch die Super-Kombination zunächst auf den folgenden Tag verschoben und schließlich gemeinsam mit der Abfahrt abgesagt. Ersatzrennen am 4. März in Tarvis. |
| 25.02.2011 | Åre (SWE)         | Maria Riesch | Tina Maze | Elisabeth Görgl |
| 04.03.2011 | Tarvis (ITA)      | Tina Maze | Lindsey Vonn | Maria Riesch |

### City Event
Zählte nur für die Gesamtwertung.
| Datum      | Ort           | 1. Platz              | 2. Platz  | 3. Platz        |
| ---------- | ------------- | --------------------- | --------- | --------------- |
| 02.01.2011 | München (GER) | Maria Pietilä Holmner | Tina Maze | Elisabeth Görgl |

## Teamwettbewerb
| Datum      | Ort               | 1. Platz                                                                                                 | 2. Platz                                                                                                | 3. Platz |
| ---------- | ----------------- | --- | --- | --- |
| 20.03.2011 | Lenzerheide (SUI) | DeutschlandViktoria Rebensburg Maria Riesch Susanne Riesch Fritz Dopfer Stephan Keppler Felix Neureuther | ItalienFederica Brignone Giulia Gianesini Denise Karbon Cristian Deville Manfred Mölgg Giuliano Razzoli | ÖsterreichAnna Fenninger Elisabeth Görgl Michaela Kirchgasser Romed Baumann Hannes Reichelt Philipp Schörghofer |

## Nationencup
| Rang | Land                   | Punkte |
| ---- | ---------------------- | ------ |
| 1    | Österreich             | 10644  |
| 2    | Schweiz                | 6576   |
| 3    | Italien                | 5488   |
| 4    | Frankreich             | 5119   |
| 5    | Vereinigte Staaten     | 4817   |
| 6    | Deutschland            | 4623   |
| 7    | Schweden               | 3566   |
| 8    | Slowenien              | 1898   |
| 9    | Kanada                 | 1872   |
| 10   | Kroatien               | 1608   |
| 11   | Norwegen               | 1555   |
| 12   | Finnland               | 920    |
| 13   | Tschechien             | 663    |
| 14   | Slowakei               | 370    |
| 15   | Spanien                | 111    |
| 16   | Japan                  | 66     |
| 17   | Liechtenstein          | 55     |
| 18   | Moldau                 | 40     |
| 19   | Russland               | 15     |
| 20   | Bulgarien              | 10     |
| 21   | Vereinigtes Königreich | 9      |
| 22   | Polen                  | 4      |
| 23   | Monaco                 | 1      |

| Rang | Land               | Punkte |
| ---- | ------------------ | ------ |
| 1    | Österreich         | 5804   |
| 2    | Schweiz            | 4264   |
| 3    | Italien            | 3196   |
| 4    | Frankreich         | 3066   |
| 5    | Schweden           | 1708   |
| 6    | Kroatien           | 1504   |
| 7    | Vereinigte Staaten | 1495   |
| 8    | Norwegen           | 1478   |
| 9    | Kanada             | 1284   |
| 10   | Deutschland        | 943    |
| 11   | Slowenien          | 647    |
| 12   | Tschechien         | 422    |
| 13   | Finnland           | 146    |
| 14   | Japan              | 66     |
| 15   | Moldau             | 40     |
| 16   | Russland           | 15     |
| 17   | Bulgarien          | 10     |
| 18   | Japan              | 5      |
| 19   | Polen              | 4      |

| Rang | Land                   | Punkte |
| ---- | ---------------------- | ------ |
| 1    | Österreich             | 4840   |
| 2    | Deutschland            | 3680   |
| 3    | Vereinigte Staaten     | 3322   |
| 4    | Schweiz                | 2312   |
| 5    | Italien                | 2292   |
| 6    | Frankreich             | 2053   |
| 7    | Schweden               | 1858   |
| 8    | Slowenien              | 1251   |
| 9    | Finnland               | 774    |
| 10   | Kanada                 | 588    |
| 11   | Slowakei               | 370    |
| 12   | Tschechien             | 241    |
| 13   | Spanien                | 111    |
| 14   | Kroatien               | 104    |
| 15   | Norwegen               | 77     |
| 16   | Liechtenstein          | 55     |
| 17   | Vereinigtes Königreich | 4      |
| 18   | Monaco                 | 1      |

## Karriereende
| Herren - Michael Walchhofer - Andreas Buder | Damen - Ingrid Jacquemod - Britt Janyk - Nadia Styger - María José Rienda |